# Johann Vestring
Johann Vestring (auch Westring; * vor 1643; † ca. 1681 in Pärnu) war ein deutsch-baltischer Pastor im heutigen Estland. Er gründete die erste estnische Volksschule in Livland.

## Leben und Werk
Vestring wurde als Sohn von Heinrich Vestring dem Jüngeren vermutlich in Kose geboren und besuchte das Tallinner Gymnasium, wo er 1645 eine Disputation ablegte. 1651 wurde er als Minderjähriger an der Universität Tartu für das Fach Theologie immatrikuliert, 1656 an der Universität Greifswald und 1658 an der Universität Rostock. Ab 1661 ist er als Pfarrer in Pärnu nachgewiesen, wo er vermutlich auch verstarb. 1666 schlug er dem Rat von Pärnu die Gründung einer estnischen Volksschule vor, die auch tatsächlich erfolgte. 1669 stellte der Rat einen aus Helsinki stammenden Küster an, der sich besonders um die Ausbildung estnischer Schüler kümmerte. Sein Sohn Salomo Heinrich Vestring bezeichnete diese Schule später als „Livlands erste estnische Schule, in der den Bauernjungen Lesen, Beten und Singen beigebracht wird, damit sie dann in den umliegenden Dörfern die Katechismuslehre verbreiten können.“ Außerdem war Vestring später auch Inspektor der Schulen im weiteren Umkreis.
Der aus Ahaus stammende und in Estland tätige Pastor Heinrich Vestring war sein Großvater.